# Vax

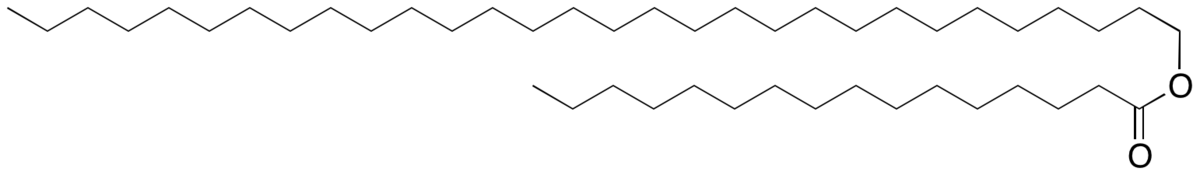
Här syns myricylpalmitat, en klassisk vaxester som bland annat återfinns i bivax.

Vax är en bred grupp av organiska ämnen som ingår i lipiderna. Strikt definierat inom kemin är vaxer estrar av en högre fettsyra och en högre alkohol, en så kallad fettsyraalkohol. Vad som generellt brukar klassas som vaxer, syntetiska som naturliga, innehåller dock sällan enbart fettsyraestrar, utan består av kombinationer av olika andra fettartade ämnen. Dessa kan bland annat vara alkaner, fettsyror, aldehyder eller ketoner. Gemensamt för alla vaxer är att de är opolära, och därför inte vattenlösliga samtidigt är de ofta luktlösa, ofta formbara, ofta polerbara och ofta fasta i biologiska temperaturer. Smältpunkten ligger typiskt kring 50°C–90°C och de är även brännbara
Vaxer förekommer en hel del i naturen såsom i bivax, som vattenavstötande ämne på löv eller fjädrar och till och med som energireserv hos plankton. Det finns även syntetiskt skapade vaxer. Därmed brukar vaxer generellt delas in som animaliska, vegetabiliska, mineraliska eller syntetiska vaxer beroende på dess ursprung.  På grund av sina egenskaper används vaxer ofta i kosmetiska syften, men också som ytbehandlingsmedel i mat, i levande ljus och för polering exempelvis.

## Vaxer i naturen

### Vegetabiliska vaxer

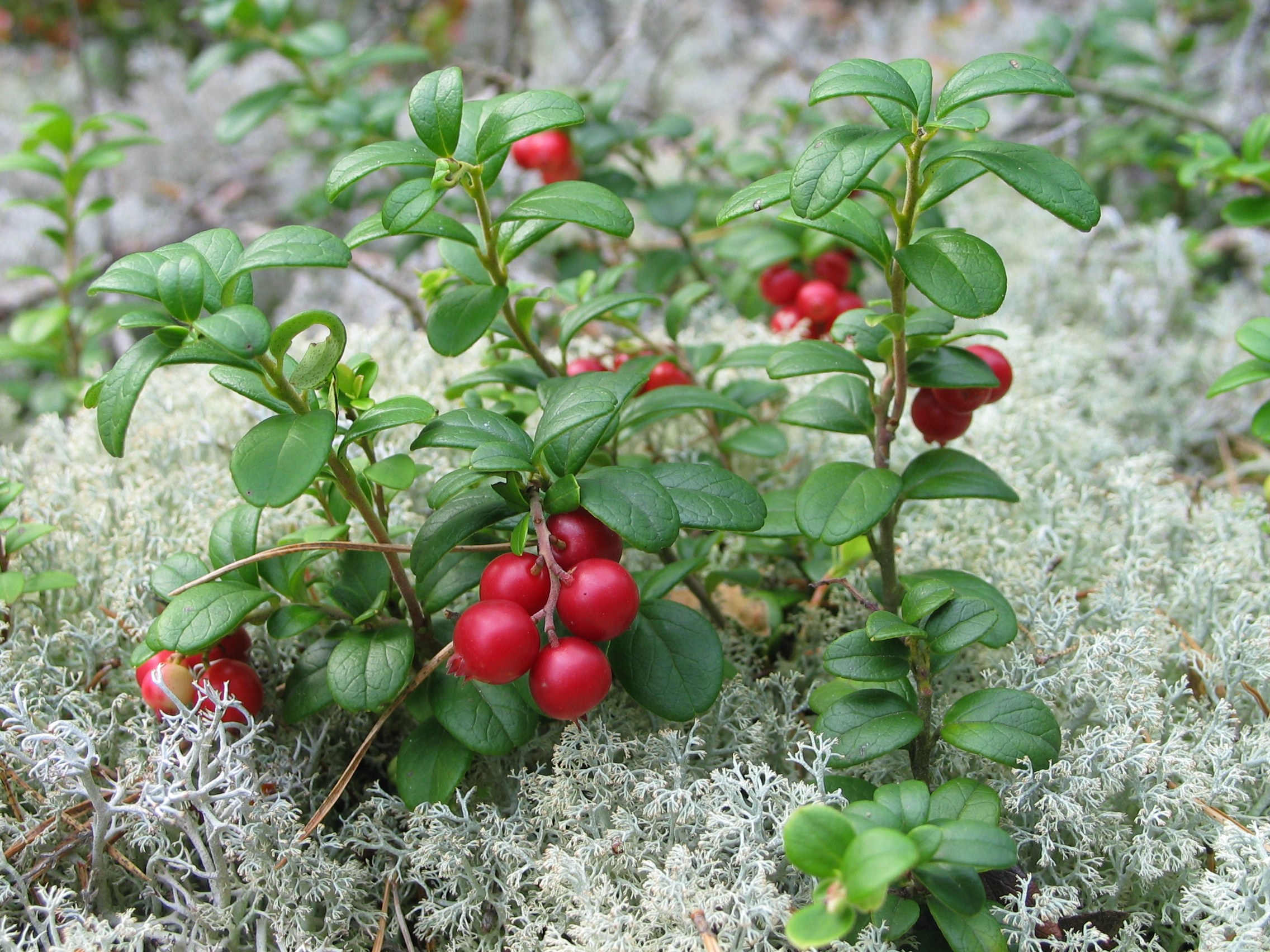
Bladen på lingon är täckta med ett tjockt lager vax.

Vegetabiliska vaxer kommer från växtriket och utnyttjas framförallt som ett yttersta skick på epidermis, som inom botanik är det yttersta skiktet av celler på bland annat växters blad, blommor, rötter och stjälkar. Det hydrofoba vaxet skapar, tillsammans med den hydrofoba polymeren kutin, ett vattenavvisande lager, kutikulan. Kutinet är dock kutikulans främsta beståndsdel. Tillsammans med ytterligare ett vaxlager utanpå kutikulan, som har en något annorlunda struktur, erhålls många viktiga funktioner, däribland skydd mot för höga nivåer av ljus och UV-strålning samt parasitangrepp. Dessutom förhindrar kutikulan och det yttre vaxlagret transpiration genom cellväggen, som därmed måste ske genom klyvöppningarna. Denna barriär förhindrar också förlust av vatten och diverse andra molekyler från växternas blad, vilket är en förklaring till varför lingonris som är täckta med ett tjockt vaxlager inte tappar sina blad under den torra vintern.
Rent kemiskt består vaxet av en blandning av egentliga vaxer i form av fettsyreestrar, men även av en lång rad andra organiska föreningar, såsom alkaner, alkener, fettsyror, långkedjiga alkoholer och ketoner.

#### Några vegetabiliska vaxer
- Karnaubavax. Detta vax fås från karnaubapalmen, vars löv täcks av ett tjockt vaxlager.[6] Genom hackning och torkning av bladen kan ett pulver slås ut. Efter smältning och filtrering av pulvret kan vaxet sedan används i bland annat bilvax, skokräm och i stearinljus,[14] men också som ytbehandlingsmedel till godis eller frukt.[5]
- Jojobavax. Detta vax återfås från busken jojoba och är ett flytande vax som extraheras från dess frön.[15] Busken är unik då vaxestrar används istället för vanliga triglycerider för lipid förvaring.[6] Jojobaolja som det ofta kallas[15] används inom hår- och hudvård.[16]

### Animaliska vaxer
Animaliska vaxer avser vaxer som kommer från djurriket. Här utnyttjas vaxer till en rad olika funktioner mellan olika arter såsom hos insekter, bin, fåglar, fiskar, valar och plankton.

#### Fåglar

Havsfåglar, exempelvis pelikaner, har en vältutvecklad gumpkörtel för produktion av vaxer.

För att producera vaxer har de flesta fåglar har en så kallad gumpkörtel, en hudkörtel med två körtelsäckar som sitter på fågelns övergump vilken producerar ett oljigt, vaxhaltigt sekret. Körteln är extra välutvecklad på sjöfåglar, exempelvis pelikaner men återfinns hos majoriteten av fågelarter. Strutsar, emuer och trappar är däremot tre exempel på fåglar som saknar denna körteln. Vid strykning av körteln med huvudet eller näbben utsöndras vax-sekretet som sedan stryks ut över hela fågelns hud och fjädrar för att bibehålla fjädrarnas struktur, men sekretet bidrar även till rengöring av hud och fjädrar, gör huden mjukare och skapar också ett smidigt, vattenavstötande lager på fjäderdräkten.

#### Insekter

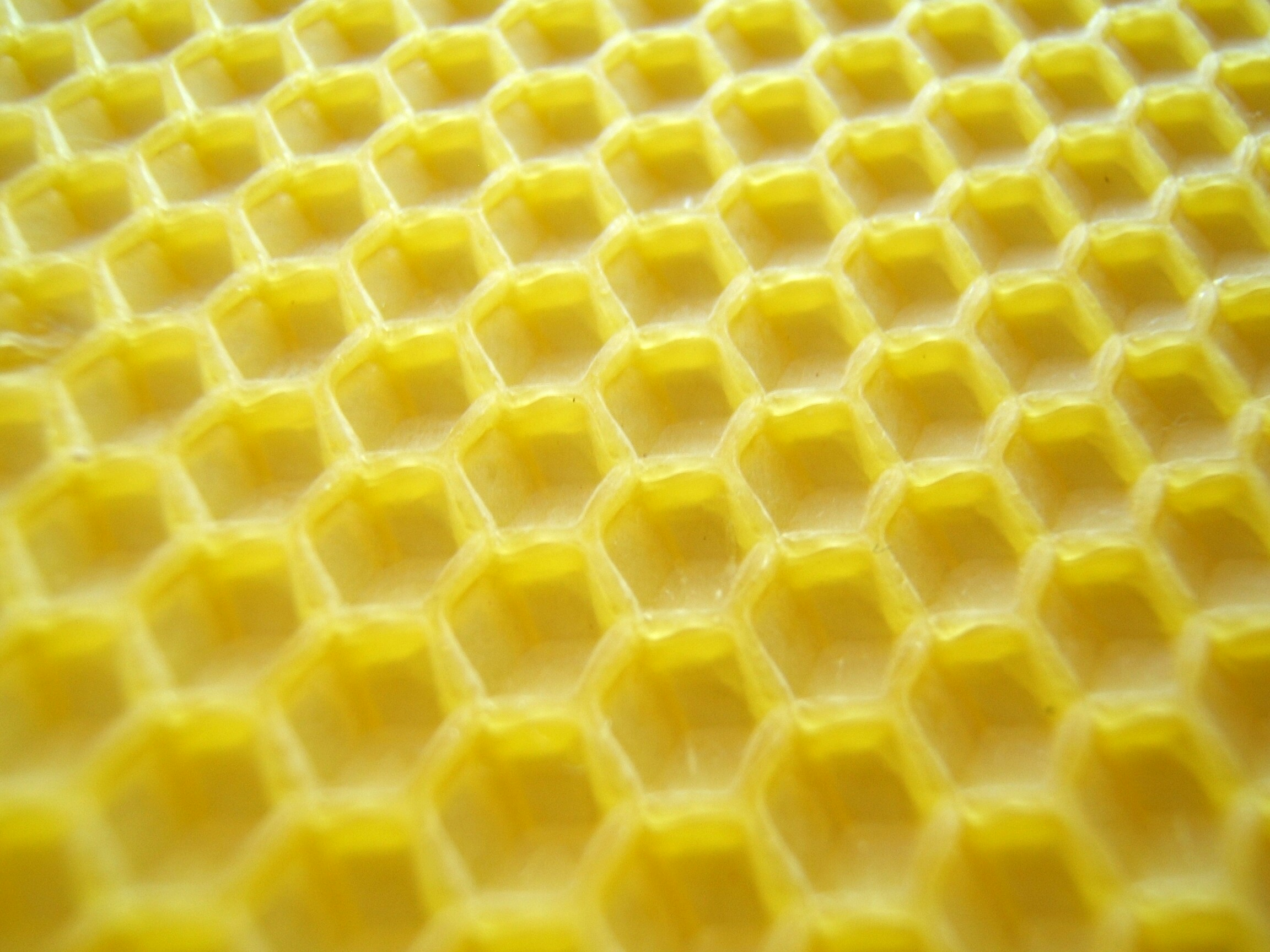
En vaxkaka där hexagonformen tydligt syns.

Även insekter, likt växter, är täckta med ett lager av vax för att skapa ett vattenavvisande lager på dess motsvarande kutikula, det yttersta lagret på insekten. Vaxet förhindrar även uttorkning, men skapar också ett skyddande lager mot bekämpningsmedel som måste ta sig igenom den hydrofoba ytan för att verka. Den kemiska kompositionen av dessa vaxer varierar grovt mellan olika arter, men generellt består vaxet av en hög andel alkaner, men också av vaxestrar. Dessa kutikulära alkaner har också visat sig vara viktiga feromoner, men spelar också en viktig roll i andra typer av kemisk kommunikation hos insekter. Ett exempel på detta är genom mimikry, där växter eller djur, såsom insekter i detta fallet, försöker likna en annan obesläktad art för skydd mot exempelvis predation.

##### Bivax
Till skillnad från de generella vaxerna hos insekter som beskrivits ovan har bin förmågan att bilda ett speciellt vax, bivax. Bivax produceras arbetsbina från fyra par körtlar som sitter på bakkroppens undersida. Totalt krävs det 10-12 kg honung per kilo bildat vax. Själva vaxet utnyttjas för att bygga vaxkakor bestående av hexagonformade celler, var i bina föder upp sina ungar samt förvarar pollen och honung. Direkt efter utsöndring är bivaxet vit i färgen varefter pollen, silke och andra rester från larverna färgar vaxet gult. Själva vaxets komposition varierar mellan olika arter och består bland annat av olika kolväten, alkoholer, fria syror och estrar. De två huvudkomponenterna i bivax är fettsyran cerotinsyra och estern myricylpalmitat (myricin).

#### Marina djur
Vaxer, i form av främst kolväten och vaxestrar, utnyttjas hos en del marina organismer till blandade funktioner. Ett exempel på en sådana organism är plankton. Här utnyttjas vaxer bland annat för reglering av flytkraften för att därmed kunna bestämma sitt djup i havet, men vaxer utnyttjas också som energireserv. Det har därför föreslagits att döda, vaxrika, plankton stått för en stor andel av den petroleum som kan återfinnas i djuphavssedimenten. Hos vissa fiskar, i synnerhet kring arktiska vatten har vaxer observerats som en viktig lipid, där de möjligen utnyttjas för reglering av lyftkraften, värmeisolering och som energireserver för lagring av kemiskt bunden energi. Om vaxet utnyttjats självt i både planktonens och fiskarnas ämnesomsättningen har debatterats. Men att vax hos fiskar som lever av plankton bryts ned i tarmbihanget, samt är en viktig del i fiskarnas diet, har däremot visats.

##### Vax i kaskeloter

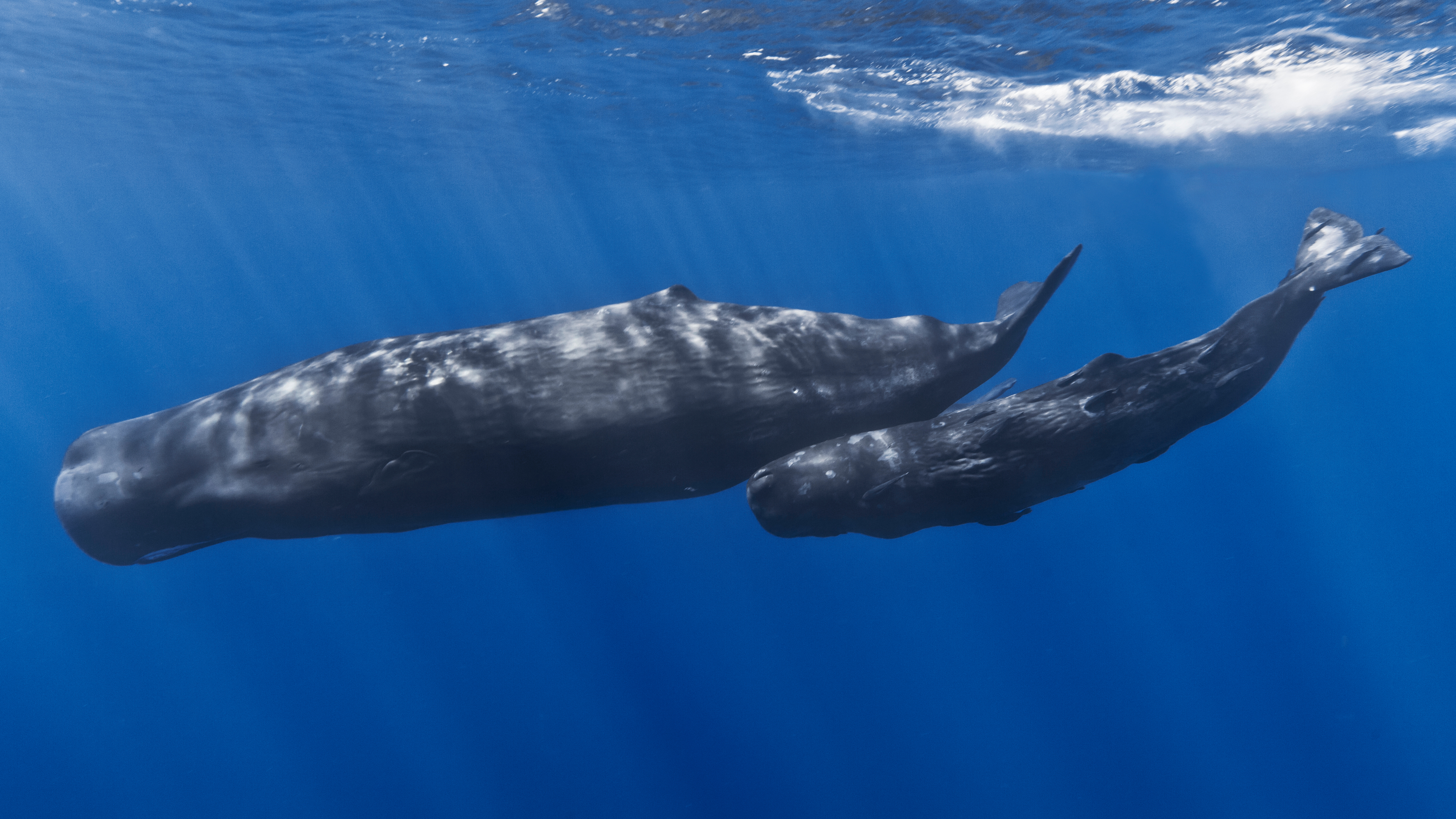
Kaskeloter jagades i stor skala för sin valrav.

En annan marin organism som utnyttjar vaxer är kaskelotvalen med dess unika spermacetiorgan som är fylld med ett, i kroppstemperatur, flytande vax, spermaceti eller valrav som det ofta benämns. Själva vaxet består framförallt av vaxestern cetylpalmitat, men andra vaxestrar förekommer också. Själva organet kan bli upp till 2 000 liter stort vilket kan motsvara mer än 40% av valens volym. Den exakta funktionen bakom vaxet är ännu inte helt kartlagd, men det finns många teorier som framförallt pekar på dess roll i kaskelottens dykning. Exempelvis absorberar vaxet kanske kväve under högt tryck, organet kanske stänger näsgångarna eller reglerar det flytkraften för att hjälpa valen att sjunka eller stiga. Andra teorier pekar på dess roll som en ekokammare för kaskelotens karaktäristiska pulsande ljud som utnyttjas både för ekolokalisering, men också för allmän kommunikation mellan individer. Vaxet visade sig ha många funktioner som kunde utnyttjas av människan, däribland för tillverkning av starka, luktlösa, levande ljus, i kosmetiska krämer och som industriella smörjmedel. Kaskelotten kom därmed att jagas i stor skala hela vägen inpå 1900-talet.

## Andra vaxer

### Mineralvaxer

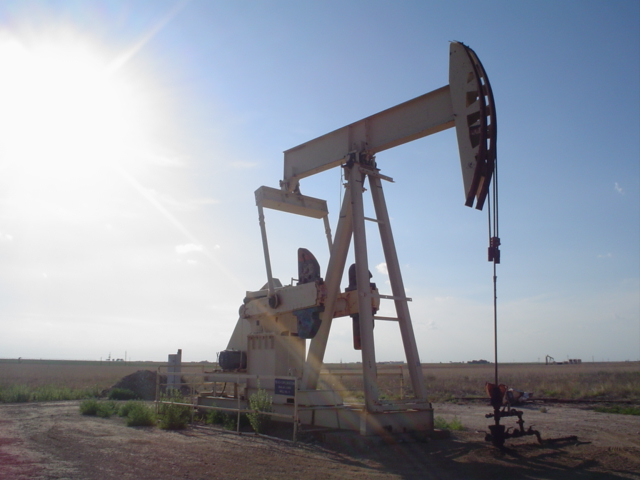
Mineralvaxer är produkter som härkommer från petroleum.

Mineralvaxer är ett samlingsnamn på vaxer som är härledda från petroleum. Dessa vaxer används ofta istället för vegetabiliska- eller animaliska vaxer, vilka varierar i deras kemiska komposition, vars tillgång är osäkrare samt är dyrare. I sin tur brukar mineralvaxer delas upp som paraffinvaxer, mikrokristallina vaxer och petrolatum vilka alla i stort består av högre mättade kolväten.
Paraffinvaxer har producerats kommersiellt sedan 1847, vilket är mindre än tio efter att den första petroleumkällan borrats. Vaxet fås från petroleum genom avvaxning av lätta oljor och utnyttjas idag brett. Bland annat utnyttjas vaxet i vaxat papper, levande ljus, poleringsmedel, kosmetiska produkter, som elektriska isolatorer, pastellkritor och som vattenavstötande skydd på trä.
Mikrokristallina vaxer är väldigt lika paraffinvaxer, men har en finare kristallstruktur, högre kokpunkt och högre viskositet. Till skillnad från paraffinvaxer skiljer sig egenskaperna mellan olika mikrokristallina vaxer sig i högre grad. Själva vaxet återfås från oljerester genom raffinering eller från petrolatum där oljan extraheras med ett lösningsmedel. Idag används mikrokristallina vaxer framförallt till tunna överdragsskikt på papper och kartong, men även i olika poleringsmedel.
Petrolatum återfås genom avvaxning av tyngre oljor och är nästan helt lukt- och smaklös. Vaxet används bland annat inom medicin som skyddande lager, men även som ett substitut för fett i salvor och i kosmetiska produkter. Även dessa vaxer används som poleringsmedel, smörjmedel men också som rostskyddsmedel.

#### Exempel på mineralvaxer
- Ceresin
- Ozokerit
- Paraffin
- Vaselin

### Syntetiska vaxer
Syntetiska vaxer kan ha väldigt olika kemiska sammansättningar, men är ofta framsyntetiserade från etylenglykol. Bland annat kan olika paraffinvaxer som är beskrivna ovan syntetiseras fram. Detta gjordes kommersiellt första gången efter andra världskriget i den så kallade Fischer–Tropsch processen, en process som utfördes första gången i Tyskland kring 1940. Processen skapar gas- och vätskeformiga kolvätebränslen genom att en gasblandning, bestående av framförallt kolmonoxid och väte får reagera under höga temperaturer, under normalt till högt tryck, vid närvarande av en magnetisk järnoxid som katalysator till just dessa bränslen. En produkt som bildas under processen är just syntetiska paraffinvaxer. Dessa vaxer kan bland annat efter oxidering, förtvålas med exempelvis natriumhydroxid varpå det bland annat kan utnyttjas för garvning av läder eller som rostskyddsmedel.